# Loi quasi constitutionnelle
Une loi quasi constitutionnelle en droit canadien est une loi qui protège des droits et qui lie constitutionnellement l'État pour l'avenir via la règle manner and form, mais qui est adoptée selon la procédure normale d'adoption des lois (aucune forme de modification rigide). Les lois quasi constitutionnelles ont préséance sur les autres lois à moins que ces dernières spécifient s'appliquer nonobstant la loi quasi constitutionnelle.

## Identification
Les lois ne comportent pas de dispositions qui précisent si elles sont quasi constitutionnelles ou non. Les tribunaux déterminent quelles lois sont quasi constitutionnelles.
Les lois quasi constitutionnelles reconnues par les tribunaux toutefois généralement des sujets constitutionnels. Par exemple, les lois touchant l'organisation des structures étatiques sont quasi constitutionnelles, de même que celles sur la protection des droits de la personne.

## Force juridique
Les lois quasi constitutionnelles ont préséance sur les autres lois ordinaires. Elles ne peuvent toutefois contredire la Constitution du Canada.
Toutefois, les lois ordinaires peuvent spécifier s'appliquer, malgré une loi quasi constitutionnelle. Une telle précision est parfaitement valide.
D'après l'arrêt Insurance Corporation of British Columbia c. Heerspink, une loi qui protège les droits de la personne a priorité sur les autres lois, même si le législateur ne lui attribue pas officiellement le statut quasi constitutionnel. 

## Exemples
Au niveau fédéral, plusieurs lois sont considérés quasi constitutionnelles, comme la Déclaration canadienne des droits, la Loi canadienne sur les droits de la personne, les lois sur l'accès à l"information, etc..
Au Québec, plusieurs lois sont quasi constitutionnelles, notamment la Charte des droits et libertés de la personne.